# María del Carmen Hidalgo de Caviedes y Gómez
María del Carmen Hidalgo de Caviedes y Gómez (1913 - † 2001, Madrid), est une religieuse catholique espagnole, cofondatrice et première supérieure générale des Oblates du Christ Prêtre. Elle est reconnue servante de Dieu par l'Église catholique depuis l'introduction de son processus de béatification.

## Biographie
María del Carmen Hidalgo de Caviedes y Gómez voit le jour à Madrid le 3 septembre 1913.
Le 20 juillet 1936, au milieu des bombardements et de la guerre civile qui faisait rage, elle connaît une force intérieure qui la pousse à offrir sa vie pour la sanctification des prêtres.
En avril 1938, alors qu'elle suit des exercices spirituels dirigés par José María García Lahiguera, tous deux s'engagent à fonder une congrégation entièrement vouée à la vie contemplative, au service du ministère sacerdotal. Ainsi naît l'Institut des Oblates du Christ Prêtre.
En 1950, Mère Maria del Carmen fit sa profession religieuse au sein du nouvel institut et en devint la première supérieure générale, une charge qu'elle abandonnera en 1993, afin de consacrer le reste de sa vie à une existence pieuse discrète. Tout au long de son gouvernorat à la tête de la congrégation, elle le forma et le développa, l'implantant dans de nombreux pays, et formant ses religieuses dans le charisme propre à l'Institut.
Elle meurt le 1er février 2001 à la Maison Mère des Oblates du Christ Prêtre, à Madrid.

## Béatification et canonisation
- 14 septembre 2013 : introduction de la cause en béatification et canonisation dans le diocèse de Madrid (enquête diocésaine)
- 13 mai 2016 : clôture de l'enquête diocésaine et transfert de la cause à Rome pour y être étudiée par la Congrégation pour les causes des saints

## Source
- (en) (es) Site des Oblates du Christ Prêtre